# Chiesa di San Martino Vescovo (Primiero San Martino di Castrozza)
La chiesa di San Martino Vescovo è una chiesa di Primiero San Martino di Castrozza, in provincia ed arcidiocesi di Trento.

## Storia

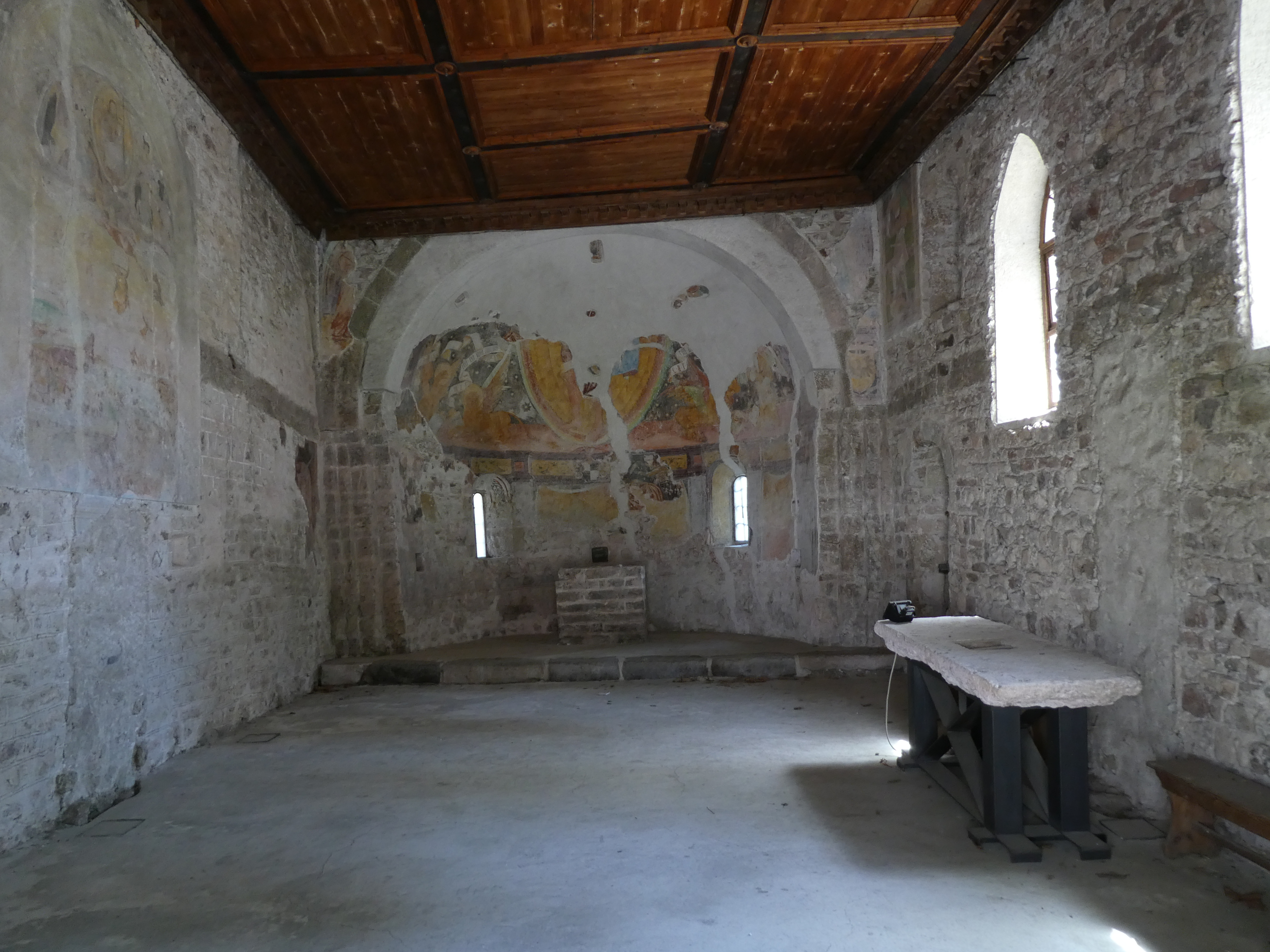
Interno

La sua costruzione viene datata al 1206 e fu utilizzata per molto tempo come battistero. Fino al XX secolo fu anche la cappella dell'attiguo cimitero.
L'assetto della navata ed una data incisa sull'architrave della porta ai lati di uno stemma fanno pensare a una ristrutturazione nel 1500.
È stata restaurata nel 1953, mentre sono stati fatti degli scavi archeologici nel 1999 che hanno permesso di trovare diversi reperti tra tombe cinquecentesche e manufatti ceramici e metallici risalenti al XI-X secolo a.C.

## Descrizione

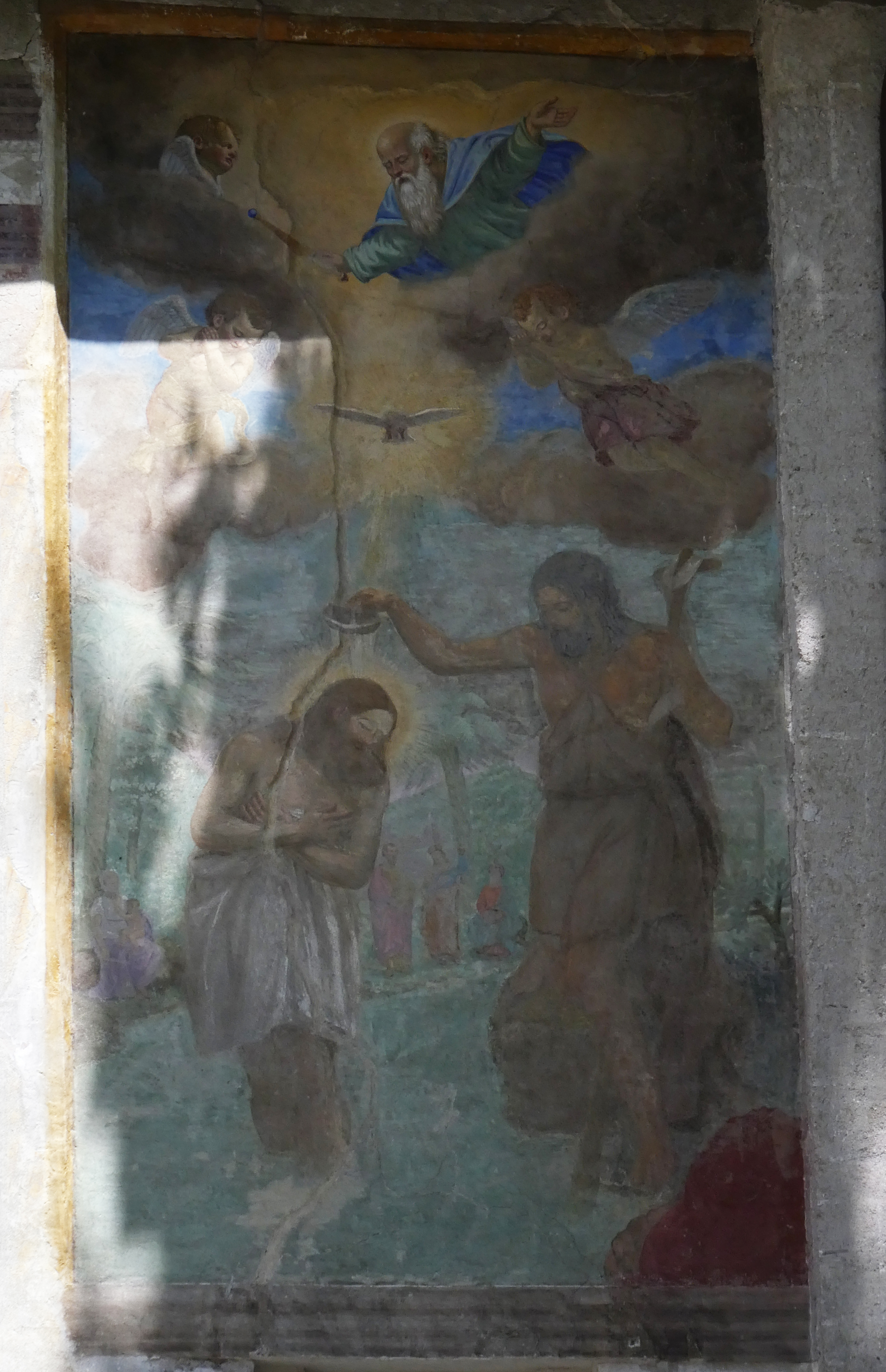
Affresco del battesimo di Gesù

### Esterni
La facciata a sud presenta due dipinti dell'Ottocento: a destra il battesimo di Gesù, opera di Leonardo Feldkirch da Tonadico, un pittore locale, a sinistra una pittura che fa da sfondo ad un crocifisso in legno. Fra i due dipinti è presente lo stemma della Famiglia Welsperg e la data, 1559.
La facciata, realizzata a seconda del progetto dell'ingegner Federico Berchet e dell'architetto Domenico Rupolo, è stata completata solo alla fine del XIX secolo.  Sono presenti decorazioni in marmi d’Istria lavorati e scolpiti, come anche i quattro capitelli sotto il cornicione nonché gli oculi rotondi laterali, gli spioventi, la trifora dell'ordine superiore e il portale. La facciata conserva solamente gli oculi, il portale e lo schema della finestra della facciata originaria, dopo il restauro del 1987. Sulla sommità del timpano è presente una croce marmorea mentre alle due estremità degli spioventi ci sono le statue di San Martino Vescovo e di San Martino Papa. A destra si trova la scaletta di San Martino e sulla porta di accesso è presente un bassorilievo del XV secolo. Le pareti al piano terra sono tripartite da quattro colonne marmoree. A sinistra, in posizione leggermente arretrata, è presente un bassorilievo del 1362. La zona dell'abside è completamente inglobata nelle costruzioni adiacenti. Il campanile romanico è stato costruito nel XIV secolo. Nell'ultimo ordine ci sono quattro finestre a bifora con colonna marmorea. Il campanile termina con un cornicione decorato ad archetti su cui è presente una cuspide ottagonale con monofore, sovrastata dalla croce metallica.

### Interni
La chiesa è opera dell'architetto Jacopo Sansovino, ed è a pianta quadrata con due cappelle ad ogni angolo. Tramite una saletta intermedia, sono collegate la sagrestia, a fianco del presbiterio, e la cappella di Santa Filomena.
Sul soffitto è presente l'affresco risalente al XVIII secolo raffigurante la Gloria di San Martino,  a opera di Jacopo Guarana, che ha sostituito una precedente tela di Giacomo Pedrali realizzata probabilmente nel XVII secolo. L'affresco è contornato da altre tele con prospettive di Domenico Bruni. Sulle pareti sopra le cappelle vi sono affreschi del pittore locale Mattei Xais che raffigurano alcuni episodi del vangelo secondo la religione cattolica.